# Балыкты (Туркестанская область)
Балыкты (каз. Балықты) — село в Тюлькубасском районе Туркестанской области Казахстана. Административный центр Балыктинского сельского округа. Код КАТО — 516039100.
Находится на реке Арыс примерно в 26 км к западу от районного центра, села им. Турара Рыскулова. Ближайшая железнодорожная станция Састобе (8 км). Село было основано в 1872 году. В селе ведётся заготовка леса, есть цех по производству вин, мастерская по ремонту сельскохозяйственных машин. В Балыкты находится Торткултобе — памятник древней архитектуры.

## Население
В 1999 году население села составляло 4073 человека (2072 мужчины и 2001 женщина). По данным переписи 2009 года, в селе проживало 4837 человек (2415 мужчин и 2422 женщины).